# Bristol 409
La 409 è un'autovettura di lusso prodotta dalla Bristol dal 1965 al 1967.

## Storia
La 409 fu il terzo modello Bristol ad aver montato un motore Chrysler V8. Nello specifico, questo propulsore derivava da quello installato sulla 408, e aveva una cilindrata di 5.211 cm³. Rispetto a quello della vettura antenata, il motore della 409 era però più potente ed era dotato di una coppia superiore.
Il telaio della 409 derivava da quelli dei precedenti modelli Bristol, ma fu oggetto di parecchie migliorie. Le molle delle sospensioni erano più flessibili di quelle della 408 e della 407, e quindi fornivano al veicolo una migliore guidabilità. A seguito di studi effettuati dalla Chrysler negli anni sessanta, la Bristol installò un alternatore a corrente alternata in luogo di una dinamo a corrente continua, che era montata sui modelli precedenti e che dava però problemi agli alti regimi del motore. Dalla 408 il modello ereditò la leva di comando del cambio automatico a tre rapporti (l'unico disponibile), che sostituì il bottone montato precedentemente. Ciò fu fatto per evitare l'azionamento accidentale della trasmissione. Venne aggiornato anche il differenziale. Il motore era montato anteriormente, mentre la trazione era posteriore.
La linea, rispetto a quella della 408, rimase pressoché invariata, anche se la calandra venne modificata. Infatti, da una forma rettangolare (che caratterizzava quella della 408), si passò a una griglia trapezoidale. La 409 fu la prima Bristol a offrire il servosterzo. Inizialmente era compreso tra gli optional, ma dal giugno del 1967 fu disponibile di serie.